# Лунка Черниј де Сус (Хунедоара)
Лунка Черниј де Сус (рум. Lunca Cernii de Sus) насеље је у Румунији у округу Хунедоара у општини Лунка Черниј Де Жос. Oпштина се налази на надморској висини од 610 m.

## Становништво
Према подацима из 2002. године у насељу је живело 251 становника, од којих су сви румунске националности.